# Hanna Sturm
Pour les articles homonymes, voir Sturm.
Hanna Sturm (28 février 1891 - 9 mars 1984) est une militante des droits des travailleurs et de la paix qui devient une résistante après l'intégration de l'Autriche à l'Allemagne nazie en 1938. Elle passe les années suivantes dans les camps de concentration allemands, mais est libérée du camp de Ravensbrück le 30 avril 1945. Elle écrit un récit autobiographique de ses expériences en 1958, mais ne réussit pas à trouver d'éditeur : en 1982, deux ans avant sa mort, l'ouvrage est cependant publié.

## Biographie

### Provenance et premières années
Johanna Sturm est née à Klingenbach, une petite ville près d'Eisenstadt dans le Burgenland. Le Burgenland est devenu une partie de l'Autriche en 1921, mais lorsque Hanna Sturm et ses frères et sœurs naissent, il se trouve dans la moitié hongroise de l'empire austro-hongrois. Elle est la deuxième des quatre enfants de ses parents et la seule fille parmi eux. Son père travaille comme charpentier et la famille est membre de ce qui est désormais connu sous le nom de minorité croate du Burgenland,. Elle ne fréquente l'école que pendant deux hivers, entre octobre et mars. Comme il n'y a pas de système de scolarisation universelle en vigueur en Hongrie, elle commence à travailler dans les champs à l'âge de huit ans, puis accepte un travail de domestique. Quand elle a dix ans, son père paye un florin à un notaire pour confirmer qu'elle a douze ans : cela lui permet de trouver du travail à la sucrerie de Schattendorf, à proximité. Au bout d'un an, elle obtient une promotion qui déclenche la jalousie des autres enfants travaillant dans l'usine qui, à la fin de la journée, remplissent sa bouteille de café vide de sirop de sucre. Le sirop est découvert lors d'un contrôle alors qu'elle quitte son travail et elle est licenciée pour vol présumé. À l'âge de 14 ans, elle trouve un emploi dans une usine de Jute AG à Neufeld, une autre petite ville de la région. Avec trois autres enfants du même âge, elle travaille sur une machine à laver industrielle utilisée dans le traitement des matériaux. Cependant, après une grève contre la « fraude salariale », elle est de retour dans la rue. Quelques années plus tard, en 1907, elle accompagne son frère aîné Julius à Vienne à la recherche d'un travail en usine.

### Activisme ouvrier à Vienne
À Vienne, par l'intermédiaire de son frère, elle fait la connaissance d'une famille tchèque qui lui offre son premier emploi dans la ville. Le père de famille est un syndicaliste : il réussit à lui trouver un emploi à l'usine Jute AG à Floridsdorf, un quartier industriel en pleine expansion de l'autre côté de la rivière, au nord de la partie principale de la ville. À Floridsdorf, elle entre en contact, pour la première fois, avec le mouvement ouvrier en pleine évolution. Le 15 mars 1908, Hanna Sturm rejoint le Parti social-démocrate ( « Sozialdemokratische Partei Österreichs » / SPÖ). Le 8 mars 1910, elle adhère à un syndicat : elle en restera membre à vie. Encouragée et soutenue par ses propriétaires sociaux-démocrates, elle apprend à lire et à écrire.
Vienne est confrontée à une grève générale en 1911. Hanna Sturm participe à une grande manifestation le long de la Ringstraße autour du centre-ville. La police fait preuve de « rigueur » dans sa gestion du travailleur manifestant. Alors qu'elle distribue des tracts, Sturm reçoit un coup violent au visage, lui laissant les yeux injectés de sang. La participation à la manifestation entraîne également la perte de son emploi chez Jute AG et une nouvelle période de chômage.

### La maternité et la guerre
La naissance de sa fille, Theresia, le 7 octobre 1912, expose Sturm à la discrimination et aux difficultés pratiques supplémentaires auxquelles sont généralement confrontées les mères célibataires. Pendant la Première Guerre mondiale, elle est envoyée travailler dans une usine de munitions à Blumau, au sud de Vienne. En août 1916, elle est arrêtée pour sabotage présumé et passe un certain temps en détention provisoire. Elle est accusée d'avoir rempli des obus avec du sable plutôt qu'avec des explosifs. Finalement, son cas est jugé et rejeté pour manque de preuves. Elle trouve un autre travail. Sturm envoit la majeure partie de son argent à sa mère, Anna, qui s'occupe de ses deux filles. Le père des filles n’est jamais revenu de la guerre. Elle reste encore séparée de ses filles en 1919 lorsque la plus jeune d'entre elles, Relli, meurt dans un hôpital de Vienne. Sturm est profondément affecté, mais continue. Elle participe aux préparatifs de la grève de janvier de 1918, appelée à réclamer de meilleures conditions de travail pour les ouvrières et la fin de la guerre. Cela conduit à une nouvelle arrestation, mais cette fois, elle est libérée très rapidement en raison de la rareté des preuves contre elle.

### Le Soviet des133 jours
L'effondrement rapide de l'empire en octobre/novembre 1918 laisse la Hongrie séparée de l'Autriche, avec l'actuel Burgenland du côté hongrois de la frontière improvisée. Identifiée dans ses papiers comme Croate du Burgenland, Sturm se retrouve désormais classée comme étrangère à Vienne : elle doit retourner dans sa région natale. Elle est partisane du Soviet hongrois proclamé par Béla Kun le 21 mars 1919. Son soutien est, comme d’habitude, pratique. Elle travaille comme coursière, livrant à des endroits préétablis d'importantes quantités d'argent liquide collectées pour l'Armée rouge hongroise. À une occasion, elle est repérée par la police, arrêtée et emmenée à Zalaegerszeg. Après trois jours, elle réussit à s'échapper, mais au nouveau poste frontière de Neufeld, elle est reconnue par les gardes-frontières et arrêtée à nouveau. Elle est « emprisonnée » dans la salle d’attente de deuxième classe de la gare. Elle réussit à sortir par une fenêtre sans être repérée et court à travers les champs jusqu'à Ebenfurth qui est « toujours en Autriche ».
Le Soviet hongrois s'effondre face aux interventions militaires étrangères au début du mois d'août 1919 et Sturm se met à organiser le passage illégal des frontières pour les dirigeants en fuite. L'un de ceux qu'elle aide est Béla Kun, qui a dirigé l'éphémère soviet. Elle le cache dans son appartement pendant trois jours sans le reconnaître, mais en partant, il révèle son identité.

### Entre-deux-guerres
En août, la région comprenant le Burgenland moderne est retirée de la Hongrie et transférée à l'Autriche, les deux pays étant alors reconnus internationalement comme des États indépendants distincts. Sturm peut finalement rentrer chez elle à Neufeld. Elle trouve du travail dans l'usine de jute de la ville et devient rapidement membre du comité d'entreprise. Sturm reste engagé politiquement dans les années d’après-guerre. Elle se montre particulièrement vigilante envers les femmes croates catholiques que les employeurs utilisent à plusieurs reprises comme « briseuses de grève ». Comme l'exprime une source, Hanna Sturm réussit à rallier les travailleuses impliquées à une solidarité fondée sur une pensée de classe.
En 1924, elle se rend à Moscou en tant que déléguée autrichienne à une conférence internationale du Komintern. Elle peut rencontrer des militants politiques de haut niveau de différents pays : parmi les camarades avec lesquels elle partage une table lors de la conférence figurent Sun Yat-sen et sa jeune épouse avec qui, comme elle le rapporte plus tard, elle peut discuter en allemand d'une série de sujets qui vont au-delà de la politique. Il y a aussi des retrouvailles avec Béla Kun qui « l'a immédiatement reconnue ». De retour chez elle, en 1925, les ouvrières mènent deux grandes grèves pour revendiquer des salaires, après quoi, à son retour de Moscou, Sturm ne peut pas trouver de travail. Dans l'immédiat, elle commence à organiser les chômeurs de la région, devenant présidente du Comité des chômeurs d'Eisenstadt, la capitale du Burgenland, même si elle est personnellement sous pression, avec un soutien financier très limité. Elle se retrouve également en conflit avec la direction du parti SPÖ. Le président du parti, Otto Bauer, déclare publiquement : « Nous ne devrions pas nous laisser submerger par cette tempête. »
En 1925 (ou peut-être en 1927 – les sources diffèrent), dans le contexte de divergences persistantes avec la direction du parti, Sturm est exclue du Parti social-démocrate. Elle saisit cette opportunité pour rejoindre le Parti communiste d'Autriche. Toujours incapable de trouver du travail dans sa région natale, où ses activités politiques semblent être devenues de notoriété publique parmi les propriétaires d'usines, Hanna Sturm déménage en 1929 avec sa fille adolescente Theresia à Brême en Allemagne où elles trouvent toutes deux du travail dans une usine textile. La période est marquée par une polarisation politique croissante en Allemagne : lors des élections du comité d'entreprise de l'usine où elles travaillent, 12 des 15 ouvriers élus au comité d'entreprise sont communistes, un résultat auquel la « politisation » de ses camarades par Hanna Sturm a peut-être contribué. Peu de temps après, la mère et la fille sont expulsées d’Allemagne.
De retour au Burgenland, une nouvelle période de chômage s'ensuit. En 1930, la bourse du travail envoie Hanna et Theresia Sturm, avec un groupe de mineurs au chômage, à Moscou. Six mois plus tard, elles sont tous deux employées, non pas à Moscou, mais comme instructrices à l'usine textile Rabotnica de Leningrad, où elles forment des apprentis et d'autres jeunes recrues sur trois équipes au fonctionnement des machines à filer.

### De retour en Autriche
À l'automne 1932, le parti rappelle Hanna Sturm en Autriche. Theresia reste sur place et étudie l'économie appliquée à l'Université de Leningrad,. Elle a également un travail de bureau au sein du club international des marins, ce qui lui permet de rencontrer son premier mari, un marin allemand qu'elle épouse en 1932. Par la suite, son mari est arrêté, Theresia elle-même étant arrêtée un an plus tard, probablement dans les deux cas parce qu'ils refusent de demander la citoyenneté soviétique. Thérèse passe plus de vingt ans en exil intérieur dans la région d'Oukhta, dans la République populaire des Komis. Elle survit néanmoins et, en 1957, elle peut déménager avec son mari d'origine yougoslave et ses quatre enfants à Zagreb, où ils construisent une nouvelle vie.
Un gouvernement fasciste prend le pouvoir en Autriche en 1934 et, encouragé par les événements survenus en Allemagne l'année précédente, transforme rapidement le pays en une dictature post-démocratique. Les sources restent pour la plupart muettes sur les activités politiques menées par Hanna Sturm pendant le reste des années 1930. Il est rapporté qu'elle est détenue par les autorités à quatre reprises entre 1933 et 1937 pour des durées allant de quatre à vingt-quatre jours. À un moment donné, elle est exclue du Parti communiste autrichien, bien qu'il ne soit pas clair si cela s'est produit avant ou après l'interdiction du parti. Elle reste, en tout cas, membre du Parti communiste soviétique.

### Ravensbrück
L'Autriche est intégrée à l'Allemagne nazie en mars 1938 et la répression des antinazis notoires devient plus systématique. Le même mois, Sturm est de nouveau arrêté, cette fois par la Gestapo. En juin 1938, elle est emmenée au camp de concentration de Lichtenburg, dans le centre de l'Allemagne, entre Leipzig et Berlin. Elle tombe malade mais se rétablit et crée une petite équipe de « réparateurs » — la soi-disant « colonne Sturm », qui se rend utile en réparant les installations cassées dans le camp, gagnant ainsi un certain respect de la part des gardes paramilitaires qui laissent la « colonne Sturm » entrer dans leurs propres parties du camp afin d'effectuer des réparations et, en même temps, de voler de la nourriture. Un peu moins d'un an plus tard, en mai 1939, le camp de concentration de Lichtenburg est fermé et les femmes détenues sont transférées au camp de concentration de Ravensbrück, au nord de Berlin. Les informations fournies par certaines sources suggèrent que Sturm n’est pas brisé par le système. Il y a une référence à elle comme « la communiste autrichienne et touche-à-tout [qui] enseignait aux « étudiants » : comment installer des clôtures, enfoncer des clous et casser des serrures », et plus tard, de manière légèrement inattendue, comment elle tenait des discussions sur Guerre et Paix de Léon Tolstoï… au fond du bloc 13… Les étudiants [pourraient] trouver le livre très repoussant puisque Hanna [avait] trouvé le livre dans les latrines. ». À Ravensbrück, elle continue également à gérer sa « colonne Sturm » de réparateurs et de réparateurs pratiques. Elle est considérée par les autorités du camp comme une « prisonnière fiable » et est employée en 1941 comme domestique par Walter Sonntag, le médecin du camp de concentration. Elle se rappelle plus tard comment elle a été présente pendant que Sonntag battait sa femme (de), trop ivre pour remarquer ou se soucier que Sturm se tenait à proximité.

### La survivante
À la fin de la guerre, le 30 avril 1945, Hanna Sturm sort gravement traumatisée du camp de concentration. Il faudra attendre plus de dix ans avant que sa fille survivante et ses quatre petits-enfants soient libérés de l’Union soviétique et la priorité immédiate est la simple survie. Elle retourne au Burgenland. Il n'y a pas de protection sociale pour les survivants des camps de concentration jusqu'en 1948, et dans les premières années d'après-guerre, elle souffre de difficultés matérielles, tandis qu'en tant que membre d'une minorité ethnique gênante, les Croates du Burgenland, elle reste en quelque sorte une étrangère alors que la nouvelle Autriche, toujours sous occupation militaire étrangère, lutte pour sortir de sa douloureuse histoire récente. Les camps de concentration vivent dans ses rêves.
Mais elle n'abandonne pas. Elle témoigne à plusieurs reprises lors des procès d'anciens gardiens du camp de Ravensbrück. À Neufeld, sa ville natale, elle construit une maison de ses propres mains. Elle a préparé son autobiographie en 1958, mais il lui faudra encore 24 ans avant de trouver un éditeur.
En 1984, Hanna Sturm décède au domicile familial de sa fille à Zagreb.